# Rein Bloem (dichter)
Rein Bloem (Amsterdam, 20 april 1932 – aldaar, 20 juli 2008) was een Nederlands docent, dichter, criticus, essayist en cineast.
Bloem studeerde Nederlands en geschiedenis aan de Gemeente Universiteit in Amsterdam. Hij was als docent verbonden aan verschillende opleidingen waaronder de Nederlandse Filmacademie te Amsterdam.
Hij schreef kritieken, columns en essays voor onder meer Vrij Nederland en De Groene Amsterdammer. In 1977 ontving hij de Pierre Bayleprijs voor de kritiek.
Als dichter debuteerde hij in 1966 met de bundel Overschrijven. Er volgden nog zeven poëziebundels, waaronder in 1997 De troost van de pelgrim.
Bloem vertaalde poëzie van onder meer Ezra Pound, James Joyce, Wallace Stevens en Pierre Reverdy.
In november 1966 ging de film Kockyn, een kermiskroniek van Rein Bloem in première. Het filmscenario was van Bloem en H.C. ten Berge; Hugo Metsers maakte zijn debuut als filmacteur.
Bloem maakte daarna nog meerdere films waaronder in 1990 De zee in een fles over de Venetiaanse schilder Vittore Carpaccio, met rollen voor de schrijvers Anne Duden, Huub Beurskens en Stefan Hertmans.